# James Runcie
James Robert Runcie (Cambridge, 7 maggio 1959) è uno scrittore, regista, produttore televisivo e drammaturgo britannico.

## Biografia
Nato nel 1959 a Cambridge da Robert Runcie, arcivescovo di Canterbury dal 1980 al 1991, e dalla pianista classica Rosalind Runcie, ha compiuto gli studi alla Dragon School di Oxford, al Marlborough College, al Trinity Hall ed infine si è laureato all'Università di Cambridge.
Direttore e produttore televisivo per la BBC, la ITV e Channel 4, ha ricevuto numerose nomination ai BAFTA e ai Royal Television Society Award.
Autore di quattro romanzi, è principalmente noto per la serie I misteri di Grantchester (iniziata nel 2012 e giunta al sesto capitolo) trasposta nel 2014 in una serie TV avente per protagonista l'attore James Norton nei panni del reverendo Sidney Chambers, personaggio ispirato al padre dello scrittore.
Direttore artistico del Festival della Letteratura di Bath, vive e lavora a Londra e Edimburgo

## Opere principali

### Romanzi
- La scoperta del cioccolato (The Discovery of Chocolate, 2001), Milano, Garzanti, 2002 traduzione di Sara Caraffini ISBN 88-11-66486-1.
- Il colore del paradiso (The Colour of Heaven, 2003), Milano, Garzanti, 2004 traduzione di Sara Caraffini ISBN 88-11-66548-5.
- Canvey Island (2006)
- East Fortune (2009)

### I misteri di Grantchester
- Sidney Chambers e l'ombra della morte (Sidney Chambers and The Shadow of Death, 2012), Milano, Vallardi, 2016 traduzione di Angelo Mojetta e Rocco Testa ISBN 978-88-6987-003-3.
- Sidney Chambers e i pericoli della notte (Sidney Chambers and the Perils of the Night, 2013), Milano, Vallardi, 2016 traduzione di Vincenzo Ostuni ISBN 978-88-6987-011-8.
- Sidney Chambers and the Problem of Evil (2014)
- Sidney Chambers and The Forgiveness of Sins (2015)
- Sidney Chambers and The Dangers of Temptation (2016)
- Sidney Chambers and the Persistence of Love (2017)

### Antologie
- Short Sentence (2013)

## Filmografia parziale
- J. K. Rowling: A Year in the Life - Documentario (2007) (regia)
- Grantchester - Serie TV (2014 - in corso) (soggetto)